# Michael Heymel
Michael Heymel (* 1953 in Frankfurt am Main) ist ein deutscher evangelischer Theologe, Pfarrer und Sachbuchautor.

## Leben
Michael Heymel studierte von 1974 bis 1980 evangelische Theologie und Philosophie in Frankfurt am Main und Heidelberg. 1983 wurde er als Pfarrer der Evangelischen Kirche in Hessen und Nassau (EKHN) im oberhessischen Rosbach vor der Höhe ordiniert. 
1984 promovierte er an der Ruprecht-Karls-Universität Heidelberg im Fach Dogmatik mit einer Arbeit über Glaube und Erziehung bei Søren Kierkegaard. Die Heidelberger Theologische Fakultät nahm Heymels Habilitationsschrift, eine dogmatische Untersuchung zur Mariologie, nach internen Kontroversen an, lehnte dann aber nach dem Probevortrag 1989 seine Habilitation ab. 2003 wurde er an der Universität Rostock für das Fach Praktische Theologie mit einer Arbeit über Seelsorge und Musik habilitiert. 
Heymel war in verschiedenen Kirchengemeinden und übergemeindlichen Funktionen tätig, u. a. als Mitglied der 9. Kirchensynode der EKHN, Ausbilder von Prädikanten und landeskirchlicher Referent für ehrenamtliche Verkündigung. Außerdem arbeitete er von 2008 bis 2016 an wissenschaftlich-theologischen Projekten im Zentralarchiv der EKHN. Dort verfasste er zuletzt eine Geschichte der hessen-nassauischen Kirchenmusik, die als „beeindruckendes und vielschichtiges Werk“ gewürdigt wurde. Von 2004 bis 2012 lehrte er als Privatdozent Praktische Theologie an der Universität Heidelberg. 2016 beendete er den regulären Pfarrdienst, um sich der Tätigkeit als freier Autor und Dozent zu widmen. 
Nachdem er auf der Basis eigener Erfahrungen als Chorleiter und Sänger ein theologisches Konzept musikalischer Seelsorge entwickelt hatte, wies Heymel auf die Bedeutung von Gesangbuch und Kirchenlied für die Seelsorge hin und setzte sich in der Homiletik für eine stärkere Nutzung von Beispielen aus der Predigtgeschichte ein. Zusammen mit Christian Möller veröffentlichte er die Sammlung Sternstunden der Predigt (2010) und Interpretationen der erbaulichen Reden Søren Kierkegaards (Das Wagnis, ein Einzelner zu sein, 2013). 2011 erschien seine von der EKHN beauftragte kritische Edition der Dahlemer Predigten Martin Niemöllers, die in der St.-Annen-Kirche in Berlin-Dahlem öffentlich vorgestellt wurde. Seine kurzfristig im Auftrag der Wissenschaftlichen Buchgesellschaft Darmstadt verfasste Niemöller-Biografie wurde im Januar 2017 zu dessen 125. Geburtstag in der Frankfurter Katharinenkirche präsentiert und fand internationale Beachtung. Auf Einladung des Maison Heinrich Heine in Paris stellte Heymel dort im Februar 2018 bei einer Podiumsdiskussion Niemöller als große Gestalt des deutschen Protestantismus dar.
Aus selbständigen Forschungsprojekten gingen die erste Monografie über den deutschen Kulturphilosophen Walter Schubart und eine Edition bisher unveröffentlichter Briefe und Schriften des Pfarrers und Lieddichters Arno Pötzsch hervor. Auf Heymels Initiative hin wurde der gesamte Nachlass von Pötzsch Ende 2018 dem Unitätsarchiv der Herrnhuter Brüdergemeine übergeben.

## Veröffentlichungen (Auswahl)
- Das Humane lernen. Glaube und Erziehung bei Sören Kierkegaard (= Forschungen zur Kirchen- und Dogmengeschichte. Bd. 40). Vandenhoeck & Ruprecht, Göttingen 1988 (theol. Diss.), ISBN 978-3-525-55147-9.
- Maria entdecken. Die evangelische Marienpredigt. Verlag Herder, Freiburg/Basel/Wien 1991, ISBN 978-3-451-22423-2.
- Trost für Hiob. Musikalische Seelsorge. Strube Verlag, München 1999, ISBN 978-3-921946-39-8.
- In der Nacht ist sein Lied bei mir. Seelsorge und Musik. Verlag Hartmut Spenner, Waltrop 2004 (bearbeitete Fassung der Habil.-Schrift), ISBN 978-3-89991-027-8.
- mit Felizitas Muntanjohl: Auf, auf, mein Herz, mit Freuden. Gemeindearbeit und Seelsorge mit Paul Gerhardt. Gütersloher Verlagshaus, Gütersloh 2006, 2. Aufl. 2007, ISBN 978-3-579-05566-4.
- Wie man mit Musik für die Seele sorgt. Matthias-Grünewald-Verlag, Ostfildern 2006, ISBN 978-3-7867-2630-2.
- mit Christian Möller: Sternstunden der Predigt. Von Johannes Chrysostomus bis Dorothee Sölle. Calwer Verlag, Stuttgart 2010, 2. Aufl. 2013, ISBN 978-3-7668-4126-1.
- als Hrsg.: Martin Niemöller. Dahlemer Predigten. Kritische Ausgabe. Gütersloher Verlagshaus, Gütersloh 2011, ISBN 978-3-579-08128-1.
- Das Gesangbuch als Lebensbegleiter. Studien zur Bedeutung der Gesangbuchgeschichte für Frömmigkeit und Seelsorge. Gütersloher Verlagshaus, Gütersloh 2012, ISBN 978-3-579-08149-6.
- mit Felizitas Muntanjohl: Lobe den Herren. Liedpredigten durch das Kirchenjahr. Gütersloher Verlagshaus, Gütersloh 2012, ISBN 978-3-579-05862-7.
- mit Christian Möller: Das Wagnis, ein Einzelner zu sein. Glauben und Denken Sören Kierkegaards am Beispiel seiner Reden. Theologischer Verlag Zürich, Zürich 2013, ISBN 978-3-290-17698-3.
- Der Kulturphilosoph Walter Schubart (1897–1942). Eine Spurensuche. Pro Business, Berlin 2015, ISBN 978-3-86386-892-5.
- Eine Geschichte der Kirchenmusik in der Evangelischen Kirche in Hessen und Nassau (EKHN). Verlag Hartmut Spenner, Kamen 2016, ISBN 978-3-89991-178-7.
- Martin Niemöller. Vom Marineoffizier zum Friedenskämpfer. Wissenschaftliche Buchgesellschaft, Darmstadt 2017, ISBN 978-3-650-40196-0.
- als Hrsg.: „Da verdient man ja nichts!“ Berufsbiographien von Pfarrerinnen und Pfarrern. Evangelische Verlagsanstalt, Leipzig 2017, ISBN 978-3-374-04920-2.
- Die Johannesoffenbarung heute lesen. Theologischer Verlag Zürich, Zürich 2018, ISBN 978-3-290-18141-3.
- Arno Pötzsch, Briefe und Schriften 1938–1952. Kommentiert und herausgegeben von Michael Heymel. Mit einem Geleitwort des Ev. Militärbischofs Sigurd Rink. wbg Academic, Wissenschaftliche Buchgesellschaft, Darmstadt 2019, ISBN 978-3-534-27135-1.
- Das Johannesevangelium heute lesen. Theologischer Verlag Zürich, Zürich 2020, ISBN 978-3-290-18302-8.